# آنتا گوردا
آنتا گوردا (به پرتغالی: Anta Gorda) یک منطقهٔ مسکونی در برزیل است که در ریو گرانده جنوبی واقع شده‌است. آنتا گوردا ۲۴۲٫۹۶۳ کیلومتر مربع مساحت و ۵٬۹۶۱ نفر جمعیت دارد و ۴۱۱ متر بالاتر از سطح دریا واقع شده‌است.